# Miliovy louky
Miliovy louky este o arie protejată (arie specială de conservare — SAC, sit de importanță comunitară — SCI) din Republica Cehă întinsă pe o suprafață de 8,29 ha, integral pe uscat.

## Localizare
Centrul sitului Miliovy louky este situat la coordonatele 48°56′44″N 17°30′44″E / 48.945556°N 17.512222°E.

## Înființare
Situl Miliovy louky a fost declarat sit de importanță comunitară în aprilie 2005 pentru a proteja 1 specie de plante. Situl a fost protejat și ca arie specială de conservare în noiembrie 2014.

## Biodiversitate
Situată în ecoregiunea continentală, aria protejată nu include niciun habitat protejat.
La baza desemnării sitului se află o specie protejată de  plante: Echium russicum.